# Университет Калгари
Университет Калгари (UCalgary) — общественный исследовательский университет, расположенный в Калгари, Альберта, Канада. Основанный в 1966 году (с 1945 года до этого момента являлся филиалом Альбертского университета), университет Калгари состоит из 14 факультетов и более чем 85 исследовательских институтов и центров.
В настоящее время в университете обучается более 25000 студентов и 6000 аспирантов. Университет выпустил более 155 тысяч выпускников из 152 стран, включая бывшего премьер-министра Канады Стивена Харпера и канадского астронавта Роберта Сирка.
По рейтингу ТНЕ (Times Higher Education 2018) входит в топ 200 университетов мира и занимает 7 место по престижности в Канаде.

## История и описание

### Ранняя история

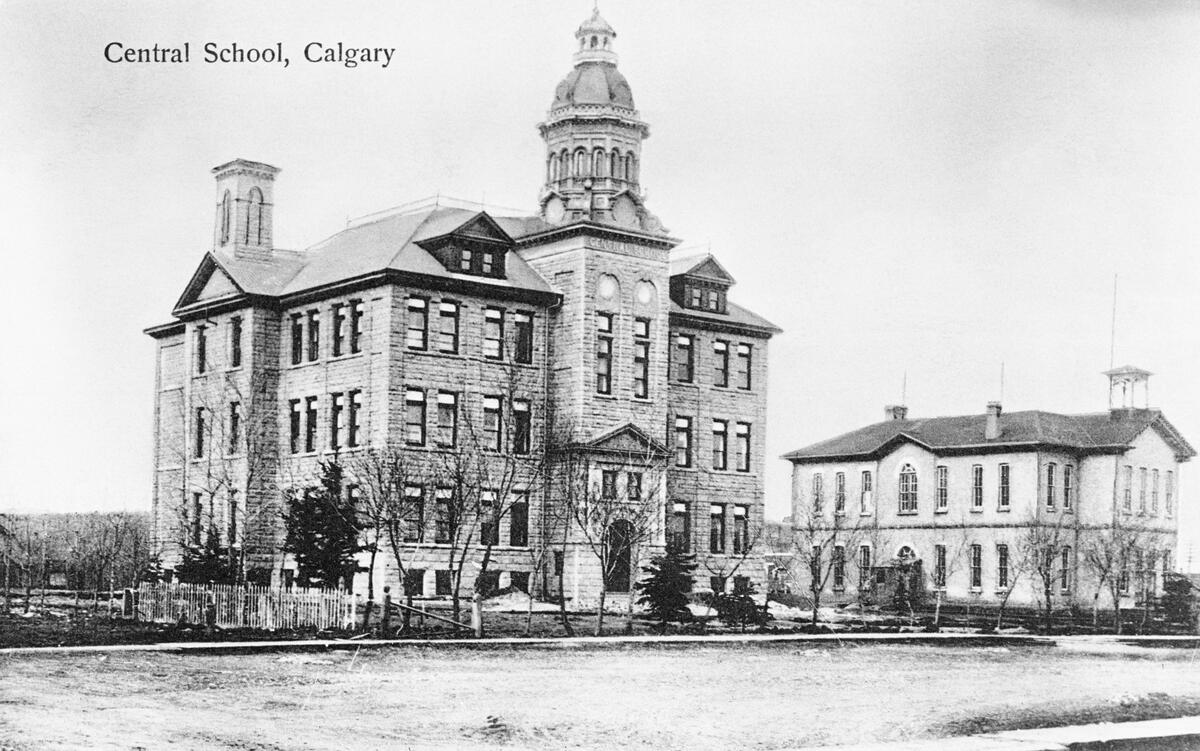
Центральная школа Калгари, 1905 год

Университет Калгари был основан в 1966 году, но корни его возникновения восходят более чем на полвека раньше, когда в 1905 году в Калгари была создана Нормальная школа. Целью данной школы, основанной в Калгари, были обучение и подготовка учителей начальной и средней школы, которые проживали в данной провинции. Однако жители Калгари предприняли попытку создания другого, финансируемого государством, университета в Калгари. «Акт воссоединения Калгарского университета» был представлен в первом чтении как и законопроект в законодательстве Альберты в качестве попытки создать частный университет в Калгари. Законодательный орган разрешил институту воссоединиться под названием Калгарский колледж, а не под названием Калгарский университет. Он получил полномочия колледжа на приём экзаменов, необходимых для поступления.
Калгари стремился стать институтом для получения высшего профессионального образования с дипломом и отличием, а также к присвоению полномочий, которые привели к открытию филиала Альбертского университета в городе Калгари в 1945 году. Филиал Альбертского университета в Калгари в конечном итоге получил полную автономию в 1966 году и стал Калгарским университетом.
Преподавание в университете было сформировано на основе американского государственного университета (аналогично Альбертскому университету), с акцентом на расширение работы и прикладных исследований. Управленческий состав был смоделирован на основе университета Торонто и акта 1906 года, по которому была создана двухпалатная система правительства в университете, состоящего из сената (факультета), ответственного за академическую политику и совета управления (граждан), которые осуществляли контроль над финансовой политикой и имели официальные полномочия во всех других вопросах. Президент, назначенный советом, был связующим звеном между органами, которые возглавляли организационные руководства.

## В настоящее время
Центр развития ребёнка Калгарского университета является первым зданием в Альберте, которое было спроектировано по стандартам LEED (Leadership in Energy and Environmental Design), что стало ориентиром для экологически высокоэффективных зданий. Факультет, в котором находится второй университет второй по уходу за ребёнком и полным континуумом научных исследователей, врачей и работников, посвящён здоровью ребёнка. Здание было официально открыто в октябре 2007 года.
В 2011 году, вдобавок к редким книгам по неврологии, которым является более чем 500 лет, были добавлены книги из коллекционной библиотеки MacKimmie. Коллекция расширяет образовательный опыт по неврологии и оцифрованная версия этой коллекции позволяет людям со всего мира пользоваться ими. Сборник включает в себя оригинальную версию 1953 года под названием Природа бумаги, где нобелевские лауреаты Джеймс Уотсон и Фрэнсис Крик первыми открыли двойную спираль структуры ДНК. Она также включает в себя первые неврологические тексты, написанные в 1600-е годы Томасом Уиллисом, человеком, который впервые ввёл термин неврология и известен как « отец неврологии». Коллекция оценивается примерно в $600000.
Пятая ветеринарная школа Канады, Калгарский университет университет, факультет ветеринарной медицины были открыты в середине 2008 года. Исследования и высшие образовательные программы будет сосредоточены в области силы и значения Альберты и будет уделяться меньше внимания тем областям исследования, которые требуют особого внимания: здоровье животных, лошадиное здоровье, экосистемное и государственное здравоохранение и исследовательская медицина. Первый поток студентов, занимающихся в области врачей ветеринарной медицины (DVM), приступили к занятиям осенью 2008 года.

## Стипендии и премии
Университет Калгари предлагает множество стипендий и премий студентам.
Значительной стипендией на уровне средней школы является стипендия Александра Резерфорда, которая была введена в Правительстве Альберты в 1980 году. Суть стипендии Александра Резерфорда состоит в том, чтобы выявлять и награждать за исключительные научные достижения на уровне старшей средней школы и способствовать тому, чтобы студенты продолжали учёбу. Чтобы претендовать на получение этих стипендий, студент должны быть гражданином Канады или её постоянным жителем, который планируют обучаться по очной программе хотя бы один семестр.
Университет присоединился к героическому проекту, стипендиальную программу для которого разработал генерал Рик Хиллиер для семей, где погибли служащие Канадских вооружённых Сил. Служащие в канадских силах и убитые во время службы и активных военных действий будут иметь поддержку со стороны Калгарского университета, чтобы завершить курс обучения.
Бюро канцлера и сенат предлагает множество стипендий, премий и стипендий для студентов университета Калгари, которые продемонстрировали выдающиеся успехи в учёбе и исключительное обслуживание внутреннего и внешнего сообщества.
Лучших студентов в шуличской школы машиностроения получают звание Учёных Шулича и получают престижную шуличскую вступительную стипендию. The first cohort of Schulich Scholars graduated in 2010—2011.
Студенты, обучающиеся на степень бакалавра медицинских наук, имеют право на постоянную стипендию от Центра О’Брайена, который поддерживает всё время обучения студентов, а также во время, посвящённое внеклассной работе и на участие сообщества в борьбе за своих лучших учёных.
Университет также предлагает студентские премии за академические и лидерские отличия. Две самые большие награды, которые студент может получить, являются: Президентская награда за выдающееся лидерство студента и Премия будущего выпускника.